# La scomparsa dell'Italia industriale
La scomparsa dell'Italia industriale è un breve saggio del sociologo Luciano Gallino.

## Descrizione
Il saggio presenta un'analisi della situazione economica italiana all'inizio degli anni Duemila: tutti i maggiori settori dell'economia italiana (l'Informatica, l'aeronautica civile, la chimica, l'elettronica di consumo, l'automotive, a cui sono dedicati capitoli specifici), dopo un periodo di eccezionale sviluppo, si sono ridotti fortemente, sia nei numeri di addetti che nella loro capacità di innovazione, in particolare l'industria manifatturiera. Tale situazione è oggetto di critica dell'autore, che paventa il rischio per l'Italia di divenire una "colonia industriale" nel caso in cui la politica industriale futura non riuscisse a creare le condizioni per lo sviluppo ad alta intensità di lavoro e di conoscenza.

## Edizioni
- Luciano Gallino, La scomparsa dell'Italia industriale, Torino, Einaudi, 2003,  pp. 106, cap. 7.